# William J. Northen
William Jonathan Northen, född 9 juli 1835 i Jones County i Georgia, död 25 mars 1913 i Atlanta i Georgia, var en amerikansk politiker (demokrat). Han var Georgias guvernör 1890–1894.
Northen utexaminerades 1853 från Mercer University och arbetade sedan som lärare fram till år 1874. Därefter var han verksam som jordbrukare.
Northen efterträdde 1890 John Brown Gordon som Georgias guvernör och efterträddes 1894 av William Yates Atkinson. Han var ordförande för Southern Baptist Convention 1899–1901. Han redigerade Men of Mark in Georgia, en samling biografiska essäer i sju band som utkom mellan 1907 och 1912. På ålderns höst kände han sig allt större frustration över den ökade rasismen i Georgia. I stället hade han önskat sig samarbete mellan de vita och svarta. Northen avled 1913 och gravsattes på Oakland Cemetery i Atlanta.